# 侯莫陳悦
侯莫陳悅（？—534年），代人，代郡（今山西省朔州市）人，北魏官员。

## 生平
侯莫陈悦的父亲侯莫陈婆罗门是北魏的驼牛都尉，所以侯莫陈悦在黄河以西长大，他喜欢打猎，善于骑马射箭。遇到牧民反叛，侯莫陈悦就归附了尔朱荣，尔朱荣引荐侯莫陈悦出任都督府长流参军，侯莫陈悦屡次升任大都督。魏孝庄帝元子攸初年，侯莫陈悦出任征西将军、金紫光禄大夫，封柏人县开国侯，食邑五百户。
永安三年（530年），北魏朝廷命令尔朱天光出任雍州刺史前往讨伐万俟丑奴，尔朱荣任命侯莫陈悦为尔朱天光的右厢大都督，原有官职如故。西征的讨伐胜利，侯莫陈悦和尔朱天光、贺拔岳的功劳大体上相当。侯莫陈悦以征西将军的身份出任鄯州刺史，其余官职如故。尔朱荣死后，侯莫陈悦追随尔朱天光来到陇州。永安元年（530年）七月，侯莫陈悦出任车骑大将军、渭州刺史，进爵为柏人县公，又改封白水郡公，增加食邑五百户。永安三年十月，贺拔岳听说尔朱荣死去，回到泾州以等待尔朱天光，尔朱天光和侯莫陈悦也前往陇州，与贺拔岳谋划一起率军前往洛阳。等到尔朱天光向洛阳进发，尔朱天光任命侯莫陈悦代理华州刺史。普泰元年三月己丑（531年4月21日），侯莫陈悦转任秦州刺史，加仪同三司，又加号骠骑大将军。普泰二年（532年），尔朱天光向东进发，将要对抗高欢的军队，留下弟弟尔朱显寿镇守长安，秦州刺史侯莫陈悦也被尔朱天光征召，率领部众东下。贺拔岳知道尔朱天光必定失败，想要留下侯莫陈悦一起对付尔朱显寿，但是想不出好的计策。宇文泰对贺拔岳说：“如今尔朱天光还没离开很远，侯莫陈悦没有异心，如果将对付尔朱显寿的事情告诉侯莫陈悦，恐怕他会惊慌恐惧。但侯莫陈悦虽然名为主将，却不能控制部众，如果先说动他的部众，肯定会人人都想留下。侯莫陈悦东进就会延误尔朱天光指定的期限，后退又怕人心变动，乘这个机会去劝说侯莫陈悦，事情没有不成功的。”贺拔岳非常高兴，立刻命令宇文泰到侯莫陈悦军中去劝说，侯莫陈悦就不再前进，与贺拔岳一起袭击长安。之后侯莫陈悦和贺拔岳也前往陇州响应高欢，他们到雍州的时候，正好尔朱氏失败覆灭。永熙初年，侯莫陈悦加开府、都督陇右诸军事，仍为秦州刺史。
永熙二年（533年），丞相高欢忧虑贺拔岳和侯莫陈悦的强大，尚书右丞翟嵩说：“我能离间他们，让他们自行互相消灭。”高欢派遣翟嵩进入关中。
永熙三年（534年）正月，贺拔岳将要讨伐灵州的曹泥，派遣都督赵贵前往夏州和宇文泰谋划，宇文泰说：“曹泥只有一座孤城而且路途阻隔，不足担忧。侯莫陈悦贪婪而不讲信用，应先对他下手。”贺拔岳不听，征召侯莫陈悦前往高平汇合，共同讨伐灵州，命令侯莫陈悦作为前锋，向北朝着灵州进发。侯莫陈悦素来慑服于贺拔岳的威风和谋略，受到翟嵩的离间计影响，就悄悄的定下计策图谋贺拔岳。贺拔岳多次和侯莫陈悦宴饮谈话，贺拔岳的长史雷绍劝谏贺拔岳说：“您要小心！”贺拔岳不听。贺拔岳派遣侯莫陈悦先行出发，侯莫陈悦于是连夜向东进发，次日天刚亮就到了河曲，贺拔岳来到侯莫陈悦军队前与侯莫陈悦相见。侯莫陈悦诱骗贺拔岳进入军营，坐着讨论军事事务，侯莫陈悦假装肚子痛，起身慢慢走动，他的女婿元洪景拔刀杀死了贺拔岳。贺拔岳的左右部下都四散奔走，侯莫陈悦派人去安慰他们说：“我另外接受了命令，只除掉贺拔岳一人，诸位不要害怕。”大家都敬畏服从，没有人敢违抗。侯莫陈悦的心意仍在犹豫，没有及时安抚招纳他们，就回到陇州，把军队驻扎在水洛城。赵贵拜谒侯莫陈悦请求得到贺拔岳的遗体加以安葬，侯莫陈悦同意了。
贺拔岳的部下在平凉聚集，想要回去讨伐侯莫陈悦，派人将夏州刺史宇文泰追回。宇文泰到了之后，统帅贺拔岳的部下和家属进入高平城，以求立足，然后带领部下进入陇州。当时魏孝武帝元修想要对付高欢，听说贺拔岳遇害，派遣武卫将军元毗前往关中征召贺拔岳的军队和侯莫陈悦的军队回到洛阳，侯莫陈悦已经归附高欢，不肯接受征召。宇文泰下书信给侯莫陈悦，以杀死贺拔岳的罪行责难侯莫陈悦，又命令侯莫陈悦回到洛阳朝廷。侯莫陈悦害怕宇文泰对付自己，伪造诏书送给秦州刺史万俟普拨，诏书中命令万俟普拨和侯莫陈悦互相作为朋党支援。万俟普拨认为诏书可疑，封好诏书送给宇文泰。之前原州刺史史归受到贺拔岳的亲近新任，河曲之变时，史归反而为侯莫陈悦效力。侯莫陈悦派遣党徒王伯和、成次安率领两千士兵帮助史归镇守原州。宇文泰派遣都督侯莫陈崇率领轻装骑兵一千人袭击史归，将他俘虏，又俘虏了成次安、王伯和等人，送到平凉。李弼对侯莫陈悦说：“贺拔岳没有罪过您却害死了他，又不能抚慰收服他的部众，让他们没有归宿。宇文夏州收服并任用了贺拔岳的部下，得到他们的誓死效力，都宣称替主将报仇，他的用意本来就不小。现在应该停战谢罪，不这样的话，恐怕必定会遭受灾祸。”侯莫陈悦惶恐疑惑，想不出什么办法。四月，宇文泰从平凉进军讨伐侯莫陈悦，宇文泰知道侯莫陈悦胆小且多疑，就兼程而行，出其不意。侯莫陈悦果然怀疑自己的左右有心怀异心的人，他的左右也不自安，部众因此离心。侯莫陈悦听说宇文泰大军到来，退守略阳，留下一万多人据守水洛城。宇文泰到达水洛城，命令围城，水洛城守军投降。宇文泰就率领数百轻装骑兵直奔略阳，直逼侯莫陈悦的军队。侯莫陈悦大为恐惧，召集部将商议，部将们都说：“这次来势锋锐不可抵挡”，劝说侯莫陈悦退守上邽以躲避。侯莫陈悦放弃城池，向南据守山水险要之地，设下阵地等待次日的决战。李弼知道侯莫陈悦必定失败，于是对亲近的人说：“宇文夏州的才能和谋略无人能比，他的品德仁义令人崇拜敬仰。侯莫陈公的才智很小谋划却很大，怎么能够保全自己。我们如果不做打算，恐怕会和他一起遭受灭族的灾祸。”恰逢宇文泰的军队抵达，侯莫陈悦放弃秦州南逃到上邽，占据险要之地自守。侯莫陈悦先招来李弼，李弼秘密的派使者到宇文泰那里，向宇文泰许诺临阵投降。当夜，李弼于是勒令部下骑上驴子和骆驼，说：“侯莫陈公想要回到秦州，你们为什么不整理行装？”李弼的妻子是侯莫陈悦的姨妈，特别受到侯莫陈悦的亲信任用，众人都相信了李弼。人心惊慌骚乱，无法重新安定，都分散逃走，争着前往秦州。李弼先行驰马到达秦州，守住城门安抚众人。
侯莫陈悦的部众分散逃离，将士们相继向宇文泰投降。宇文泰出兵进攻，大败侯莫陈悦，俘虏了一万多人，八千匹马。侯莫陈悦自己又猜忌旁人，亲信之人的话也听不进了，与两个弟弟、子侄以及谋杀贺拔岳的七八人放弃军队逃走，几天之内，往来徘徊，不知到该去哪里。左右之人劝侯莫陈悦去灵州，而侯莫陈悦犹豫不决，说是出陇之后，恐怕有人看到他。侯莫陈悦于是在山中命令跟随的人都徒步行走，自己乘坐一匹骡子，想去灵州。宇文泰说：“侯莫陈悦本来就和曹泥呼应，不过是前往灵州。”宇文泰命令原州都督宇文导在侯莫陈悦前方拦截，都督贺拔颎等人在侯莫陈悦后方追击，侯莫陈悦望见追击骑兵，在牵屯山野地中上吊自杀，宇文导将侯莫陈悦的遗体斩首，首级传至洛阳，他的弟弟、儿子和部下都被俘虏后杀死，只有之前参与谋杀贺拔岳的中兵参军豆卢光逃到灵州，后到晋阳。侯莫陈悦自从杀害贺拔岳之后，神情恍惚，不再和平常一样，常说：“我只要睡觉就梦见贺拔岳问我‘兄长想到哪里去’，跟着我不走。”侯莫陈悦因此更加不得安宁，从而导致失败灭亡。

## 延伸阅读
[在维基数据编辑]
 《魏書·卷80》，出自魏收《魏书》
 《周書·卷14》，出自令狐德棻《周書》
 《北史·卷049》，出自李延壽《北史》